# Media Maratón de Bogotá
La Media Maratón de Bogotá (conocida como MMB) es una competencia atlética anual realizada sobre una distancia de 21,0975 km, que se desarrolla en la ciudad de Bogotá, Colombia a finales de julio o principios de agosto. Establecida en el 2000, posee el estatus Platinum Label de la Asociación Internacional de Federaciones de Atletismo, lo que la convierte en una de las "principales competencias atléticas del mundo", haciéndola la primera y la única competencia latinoamericana, así como la única media maratón, con esa distinción. La competencia se divide en dos, con una categoría principal que cubre la distancia de la media maratón, y una categoría recreativa de 10 km. Cerca de 44.000 corredores participan anualmente en la prueba (42.515 en 2017).

## Recorrido
El lugar de inicio de la competición es la Plaza de Eventos del Parque Simón Bolívar, la salida comienza en la carrera 60 , tomando esta vía hacia el sur hasta la calle 53, conecta con la carrera 24 donde gira al sur hasta la calle 45 y allí toma el Park Way por la calzada occidental siguiendo por esta hasta la carrera 19 y por medio de la misma llega a la calle 26 donde voltea al oriente y sube a la carrera séptima para girar al norte, en la calle 36 toma la calzada occidental hasta la calle 72, voltea al occidente por la calzada norte hasta la carrera 15 donde gira al norte hasta la calle 92 donde gira al occidente tomando el puente hasta conectar con la NQS y continuar por esta hacia el sur hasta empalmar por la paralela de la Carrera 30 con la calzada sur de la Calle 68 norte hasta la carrera 60 donde gira al sur haciendo uso de la calzada occidental hasta la calle 67 B donde gira al occidente hasta la Av. 68 donde gira al sur por la calzada lenta sentido vial sur norte hasta la glorieta de la calle 63 donde gira al oriente por la calzada norte hasta la entrada principal del Parque Simón Bolívar.

## Ganadores
| Indica récord absoluto de la competición. |

| Ed.  | Año  | Ganador hombres                                                                      | Nacionalidad                                                                         | Registro (h:m:s)                                                                     | Ganadora mujeres                                                                     | Nacionalidad                                                                         | Registro (h:m:s)                                                                     |
| ---- | ---- | ------------------------------------------------------------------------------------ | ------------------------------------------------------------------------------------ | ------------------------------------------------------------------------------------ | ------------------------------------------------------------------------------------ | ------------------------------------------------------------------------------------ | ------------------------------------------------------------------------------------ |
| 1.ª  | 2000 | Armando Quintanilla                                                                  | México                                                                               | 1:04:20                                                                              | Martha Tenorio                                                                       | Ecuador                                                                              | 1:12:07                                                                              |
| 2.ª  | 2001 | Juan José Castillo Izarra                                                            | Perú                                                                                 | 1:03:51                                                                              | María Portillo                                                                       | Perú                                                                                 | 1:15:04                                                                              |
| 3.ª  | 2002 | Ben Kimondiu                                                                         | Kenia                                                                                | 1:04:39                                                                              | Teresa Wanjiku                                                                       | Kenia                                                                                | 1:15:17                                                                              |
| 4.ª  | 2003 | José Alirio Carrasco                                                                 | Colombia                                                                             | 1:04:23                                                                              | Susan Chepkemei                                                                      | Kenia                                                                                | 1:10:29                                                                              |
| 5.ª  | 2004 | Isaac Macharia                                                                       | Kenia                                                                                | 1:04:03                                                                              | Joyce Chepchumba                                                                     | Kenia                                                                                | 1:15:07                                                                              |
| 6.ª  | 2005 | James Kwambai                                                                        | Kenia                                                                                | 1:03:10                                                                              | Adriana Fernández                                                                    | México                                                                               | 1:15:02                                                                              |
| 7.ª  | 2006 | Fabiano Joseph                                                                       | Tanzania                                                                             | 1:02:34                                                                              | Catherine Ndereba                                                                    | Kenia                                                                                | 1:12:56                                                                              |
| 8.ª  | 2007 | Isaac Macharia                                                                       | Kenia                                                                                | 1:03:40                                                                              | Nouriah Asiba                                                                        | Kenia                                                                                | 1:16:09                                                                              |
| 9.ª  | 2008 | Isaac Macharia                                                                       | Kenia                                                                                | 1:03:34                                                                              | Pamela Chepchumba                                                                    | Kenia                                                                                | 1:12:55                                                                              |
| 10.ª | 2009 | Isaac Macharia                                                                       | Kenia                                                                                | 1:02:49                                                                              | Lydia Cheromei                                                                       | Kenia                                                                                | 1:12:29                                                                              |
| 11.ª | 2010 | Deriba Merga                                                                         | Etiopía                                                                              | 1:02:31                                                                              | Shewarge Amare                                                                       | Etiopía                                                                              | 1:13:54                                                                              |
| 12.ª | 2011 | Geoffrey Mutai                                                                       | Kenia                                                                                | 1:02:20                                                                              | Joyce Chepkirui                                                                      | Kenia                                                                                | 1:13:34                                                                              |
| 13.ª | 2012 | Peter Kirui                                                                          | Kenia                                                                                | 1:02:26                                                                              | Gladys Cherono                                                                       | Kenia                                                                                | 1:13:27                                                                              |
| 14.ª | 2013 | Geoffrey Kipsang                                                                     | Kenia                                                                                | 1:03:46                                                                              | Priscah Jeptoo                                                                       | Kenia                                                                                | 1:12:24                                                                              |
| 15.ª | 2014 | Geoffrey Kipsang                                                                     | Kenia                                                                                | 1:03:18                                                                              | Rita Jeptoo                                                                          | Kenia                                                                                | 1:13:39                                                                              |
| 16.ª | 2015 | Stanley Biwott                                                                       | Kenia                                                                                | 1:03:15                                                                              | Amane Gobera                                                                         | Etiopía                                                                              | 1:13:44                                                                              |
| 17.ª | 2016 | Tadese Tola                                                                          | Etiopía                                                                              | 1:05:16                                                                              | Purify Rionoripio                                                                    | Kenia                                                                                | 1:11:55                                                                              |
| 18.ª | 2017 | Feyisa Lilesa                                                                        | Etiopía                                                                              | 1:04:30                                                                              | Brigid Kosgei                                                                        | Kenia                                                                                | 1:12:16                                                                              |
| 19.ª | 2018 | Betesfa Getahun                                                                      | Etiopía                                                                              | 1:05:10                                                                              | Netsanet Gudeta                                                                      | Etiopía                                                                              | 1:11:34                                                                              |
| 20.ª | 2019 | Tamirat Tola                                                                         | Etiopía                                                                              | 1:02:35                                                                              | Ruth Chepngetich                                                                     | Kenia                                                                                | 1:10:39                                                                              |
| -    | 2020 | Evento cancelado por la pandemia de COVID-19                                         | Evento cancelado por la pandemia de COVID-19                                         | Evento cancelado por la pandemia de COVID-19                                         | Evento cancelado por la pandemia de COVID-19                                         | Evento cancelado por la pandemia de COVID-19                                         | Evento cancelado por la pandemia de COVID-19                                         |
| 21.ª | 2021 | Evento individual, no masivo, debido a la pandemia de COVID-19. Sin ganador oficial. | Evento individual, no masivo, debido a la pandemia de COVID-19. Sin ganador oficial. | Evento individual, no masivo, debido a la pandemia de COVID-19. Sin ganador oficial. | Evento individual, no masivo, debido a la pandemia de COVID-19. Sin ganador oficial. | Evento individual, no masivo, debido a la pandemia de COVID-19. Sin ganador oficial. | Evento individual, no masivo, debido a la pandemia de COVID-19. Sin ganador oficial. |
| 22.ª | 2022 | Edwin Cheruiyot Soi                                                                  | Kenia                                                                                | 1:05:27                                                                              | Angela Tanui                                                                         | Kenia                                                                                | 1:13:29                                                                              |
| 23.ª | 2023 | Omar Ait Chitachen                                                                   | Marruecos                                                                            | 1:03:50                                                                              | Daisy Kimeli                                                                         | Kenia                                                                                | 1:15:12                                                                              |
| 24.ª | 2024 | Ezra Tanui                                                                           | Kenia                                                                                | 1:03:05                                                                              | Gladys Kwamboka                                                                      | Kenia                                                                                | 1:14:00                                                                              |
| 25.ª | 2025 | Philemon Kiplimo                                                                     | Kenia                                                                                | 1:02:54                                                                              | Aynalem Desta                                                                        | Etiopía                                                                              | 1:12:17                                                                              |

### Victorias múltiples
| Número de victorias | Corredor         | Años                   |
| ------------------- | ---------------- | ---------------------- |
| 4                   | Isaac Macharia   | 2004, 2007, 2008, 2009 |
| 2                   | Geoffrey Kipsang | 2013, 2014             |

### Victorias por nacionalidad
| Número de victorias | País      | Años y categoría |
| ------------------- | --------- | --- |
| 31                  | Kenia     | 2002-H, 2002-M, 2003-M, 2004-H, 2004-M, 2005-H, 2006-M, 2007-H, 2007-M, 2008-H, 2008-M, 2009-H, 2009-M, 2011-H, 2011-M, 2012-H, 2012-M, 2013-H, 2013-M, 2014-H, 2014-M, 2015-H, 2016-M, 2017-M, 2019-M, 2022-H, 2022-M, 2023-M, 2024-H, 2024-M, 2025-H |
| 9                   | Etiopía   | 2010-H, 2010-M, 2015-M, 2016-H, 2017-H, 2018-H, 2018-M, 2019-H, 2025-M |
| 2                   | México    | 2000-H, 2005-M |
| 2                   | Perú      | 2001-H, 2001-M |
| 1                   | Ecuador   | 2000-M |
| 1                   | Colombia  | 2003-H |
| 1                   | Tanzania  | 2006-H |
| 1                   | Marruecos | 2023-H |

## Medallas
|  |  |  |